# Blänkaren
Blänkaren var en dagstidning som gavs ut på onsdagar från 1 april 1885 till 4 november 1885, med undertiteln Radikalt Onsdagsblad.

## Redaktion och tryckning
Redigerad, utgiven  och förlagd av Fritz Josef Kjerrman, som den 23 mars 1885  erhöll utgivningsbevis för tidningen. Medredaktör var Georg F. Lundström till och med 20 maj 1885 varefter Gustaf Gullberg var tidningens kåsör.
Tidningen trycktes hos Gernandts boktryckeri aktiebolag från 1 april 1885  till 6 maj samma år och sedan hos Eugen Lemke 15 maj 1885 till 2 september  och sist hos F. Mällborn  från 7 oktober till 4 november 1885  Antikva var typsnitt och tidningens 4 sidor var i folioformat med 6 spalter. Priset var 5 kronor för en prenumeration. En periodisk bilaga gavs ut oregelbundet.